# Jean de Saint Albans
Jean de Saint Albans (floruit 1198-1258), également dénommé Jean de Saint Gilles, Jean de Saint Quentin, maître Jean ou Jean l'Anglais est un médecin et théologien anglais du XIIIe siècle, fondateur de l'hospice Saint-Jacques, futur couvent des Jacobins de Paris.
Il est médecin du roi de France Philippe-Auguste, puis conseiller du roi d'Angleterre Henri III.

## Biographie
Sa biographie est incertaine, du fait des erreurs ou discordances de ses biographes. Il pourrait être assimilé à Jean de Barastre ou non.
Né dans les environs de St Albans, vers 1170-1180, Jean étudie les arts libéraux à Oxford. Il quitte l'île d'Albion pour un voyage formateur sur le continent, et gagne les terres des Plantagenêts.  

### Médecin
Il étudie la médecine à Paris puis à Montpellier. 
En 1191, il soigne Philippe Auguste à Saint-Jean d'Acre. 
Il acquiert une notoriété de docte savant pour devenir enseignant dans ces deux villes. Il enseigne la médecine à Montpellier jusqu'à sa nomination comme Premier médecin du roi Philippe II Auguste, roi de France en 1209 (ou 1198) et enseigne de nouveau à Paris après la mort du roi en 1223. 

### Théologien
En 1209, il est clerc du Roi et reçoit par donation de Simon de Poissy un terrain au sud de Paris, à la porte Saint-Jacques, où il fonde l'hospice Saint-Jacques pour soigner les pauvres. En 1218, il est doyen de Saint-Quentin et met à disposition son terrain pour les frères prêcheurs qui en font leur couvent, en devenant propriétaires des lieux en 1221. Lui entre chez les dominicains en 1231. Il enseigne la théologie à Paris en 1228 avant de partir enseigner à Toulouse en 1233, à la suite de Roland de Crémone.  
De Toulouse, à l'appel de Robert Grossetête, il retourne en Angleterre en 1235, où il enseigne la théologie à Oxford. De 1237 à 1245, il occupe des postes d'enseignant ou d'homme d'église à Banbury, Leighton (dans le Cambridgeshire) et Lincoln. 
En 1239, il est conseiller du roi d'Angleterre Henri III. Prêtre et médecin, il assiste en 1242 le chef pirate de Lundy, William Marsch ou William de Marisco, lors de son exécution, et en 1253 Robert de Grossetête à sa mort.
Sa dernière trace historique est 1258, où il guérit Richard de Clare (6e comte de Gloucester) d'un empoisonnement ; il serait mort peu après.

## Œuvres
Il est considéré comme le premier introducteur de l'ordre dominicain dans les îles britanniques. Ses ouvrages de théologie sont perdus à l'exception de quelques sermons.
Ses textes médicaux sont Experimenta et un ouvrage perdu d'attribution incertaine : De formatione corporis pronostica et practice medicinales.